# SN 2000al
SN 2000al – supernowa odkryta 1 marca 2000 roku w galaktyce A131149-0121. W momencie odkrycia miała maksymalną jasność 20,60m.